# SummerJoy 2008
SummerJoy 2008 è una raccolta suddivisa in due cd per un totale di 32 tracce, alcune delle quali in versione karaoke; la raccolta è stata pubblicata l'11 giugno 2008.

## Tracce

### CD 1
1. Erilien – I'm Not Your Toy (feat. Diana Winter, Damiano Ruggeri e Fabio Balestrieri) – 3:26
2. Evalio – Start With You (feat. Damiano Ruggeri e Fabio Balestrieri) – 3:58
3. Luiso Ferraro – Vortice del ritmo (feat. Giuseppe Di Nardo) – 3:37
4. Fonosix – Da quando sei arrivata tu (feat. Massimo Genocchio) – 3:36
5. Sambae – Copacabana (feat. Andrea Zurawski e Marcos Siqueira) – 4:33
6. Noemi Baiocchi – Bello ma scemo (feat. Francesco Palmieri) – 3:15
7. Vincenzo De Masi – Ho lasciato il ca – 3:50
8. Erilien – This Is Your Time (feat. Giorgio Vanni e Max Longhi) – 3:50
9. Tony Dallara – La mia sexy – 3:04
10. Fonosix – Non so cosa darei (feat. Massimo Genocchio e Maurizio Voiglio) – 3:16
11. Tony Dallara – Niente lacrime – 3:50
12. Vincenzo De Masi – Vale la pena – 4:11
13. Evalio – Every Dream at Night (feat. Diana Winter e Vladi Tosetto) – 3:02
14. Erilien – Emergency (feat. Diana Winter, Damiano Ruggeri e Fabio Balestrieri) – 3:05
15. I'm Not Your Toy (versione karaoke) – 3:26
16. Start With You (versione karaoke) – 3:58
17. Vortice del ritmo (versione karaoke) – 3:37
18. Da quando sei arrivata tu (versione karaoke) – 3:36
19. Bello ma scemo (versione karaoke) – 3:15
20. This Is Your Time (versione karaoke) – 3:50
21. La mia sexy (versione karaoke) – 3:05
22. Every Dream at Night (versione karaoke) – 3:01

Durata totale: 78:21

### CD 2
1. Erilien – All I Want – 6:02
2. Kiril Valeri – Living Is Believing – 4:13
3. Marija Ilieva e Graffa – Chuvash li me – 3:29
4. Evalio (feat. Should Have Been The One) – 4:39
5. Alex – Mr. Minute – 3:01
6. Lubo – Na Kraya Na Sveta – 5:31
7. Leo – Monica – 3:58
8. Boriana Boneva – Ti ne si – 3:09
9. Kaloyan Ikonomov – Obichai me i ti – 3:15
10. Akaga – Edin Den – 3:32

Durata totale: 40:49
Durata totale: 1 h : 59 min : 10 s